# Аддис-Абеба (аеропорт)
Міжнародний аеропорт Боле (IATA: ADD, ICAO: HAAB) — головний аеропорт Ефіопії, розташований в передмісті Аддис-Абеби — Боле, на висоті понад 2000 м. Раніше називався — Міжнародний аеропорт Хайле Селассіє I. Є аеропортом приписки національного авіаперевізника Ефіопії — Ethiopian Airlines. Рейси здійснюються в країни Європи, Азії, Африки і Північної Америки.
У 2003 році тут відкрився новий міжнародний пасажирський термінал — один з найбільших в Африці. Разом з новим терміналом була введена в дію і нова злітно-посадкова смуга довжиною 3 800 м.
У 2007 році аеропорт обслужив 2 837 543 пасажирів.

## Історія
В 1960 році компанія Ethiopian Airlines зрозуміла, що злітно-посадкова смуга в Lidetta була занадто короткою для нових реактивних літаків — Boeing 720. Таким чином, в Боле був побудований новий аеропорт.
До грудня 1992 року нова злітно-посадкова смуга і контрольна вежа були в експлуатації. В 1997 році був оголошений план розширення для аеропорту. Це розширення буде здійснено у три етапи:
- Перший етап: Додати паралельну злітно-посадкову смугу і розширити стару злітно-посадкову смугу.
- Друга фаза: Будівництво нового терміналу з великим паркінгом, торговим комплексом і ресторанами.
- Третій етап: будівництво 38-метрової контрольної вежі (подвоєна висота попередньої) та встановлення нового електричного та протипожежного обладнання.

Розширені старі злітно-посадкові смуги і нова злітно-посадкова смуга здатні обробляти літаки Boeing 747 і Airbus A340. Нова паралельна злітно-посадкова смуга з'єднана п'ятьма входами і виходами на стару злітно-посадкову смугу, яка служить стерновою доріжкою. [6] У запропонованому терміналі розміщені високотехнологічні системи безпеки та обробки багажу, побудовані на більш ніж 43 000 м² землі. У терміналі також будуть банки та магазини безмитної торгівлі. Нова контрольна вежа буде побудована між терміналом 1 і терміналом 2, замінивши стару контрольній вежі.
В 2003 році був відкритий новий міжнародний пасажирський термінал, який став одним з найбільших пасажирських терміналів серед аеропортів Африки. Новий термінал здатний обробляти близько 3000 пасажирів на годину. Цей проєкт коштував 1,05 мільярда бірр (130 мільйонів доларів). У той час, аеропорт був одним з декількох будівель термінала аеропорту, які були в стадії розробки в Ефіопії.
У 2006 році новий вантажний термінал та ангар з технічного обслуговування був відкритий через п'ять місяців. Це пояснювалося розширеними специфікаціями, які значно покращують спроможність і потреби Etiopian Airlines. Об'єкт може розмістити від трьох до чотирьох літаків одночасно. Цей проєкт коштував 340 мільйонів бірр. Водночас перший Airbus A380 прибув в аеропорт, щоб провести випробування для підтвердження продуктивності двигунів Engine Alliance GP7200 від аеропортів високих висот. Аеропорт здатний вмістити А380.
У 2010 році Ефіопський аеропорт оголосив про новий проєкт розширення на суму 27,9 мільйона доларів в аеропорту. Проєкт передбачає розширення потужностей паркування літаків з 19 до 44 для того, щоб розмістити більш важкі літаки, такі як Boeing 747 і Boeing 777. На першому етапі проєкту буде побудовано 15 паркувань, а решта будуть завершені на наступному етапі. Розширення допоможе полегшити перевантаження повітряного руху внаслідок збільшення міжнародних подорожей. Це призведе до нового плану розширення у 2012 році.

## Розширення
Розширення пасажирського термінала, вантажного простору, ангара, злітно-посадкової смуги та будівництва готелю нині завершується китайськими державними компаніями.
Робота розширення здійснюється у два етапи на ділянці площею 80 га. Перший етап розширення дозволив аеропорту розмістити 15 додаткових літаків, що знизило затори на дорогах в аеропорту. Другий етап розширення дозволить аеропорту обслуговувати 10 додаткових літаків. Після завершення розширення аеропорт зможе обслуговувати в цілому 44 літаки. Аеропорт також планує розширити фартух, який нібито може розв'язати проблему стоянки літаків, що стоїть перед ним, особливо під час великих міжнародних конференцій.
У 2012 році було оголошено про розширення нового пасажирського термінала. Витрати на цю експансію прогнозувалися на рівні 250 мільйонів доларів. Водночас була завершена нова рампа, і тепер вона може паркувати 24 літаки. Ще одна платформа будується для ще 14 літаків. В той самий час завершено перший етап розширення рульових доріжок і додавання додаткового паркування літаків. Зрештою, це призведе до розширення термінала. Все це відповідає плану Ефіопських авіаліній «Vision 2025».
За словами генерального директора Ethiopian Airlines, очікується, що східне крило нещодавно розширеного термінала аеропорту почне працювати до кінця червня 2018 року. пасажирів на рік.
27 січня 2019 р. Д-р Ебі Ахмед відкрив розширення Термінала 2.

## Подальші розробки
Колишній прем'єр-міністр Гайле Мар'ям Десалень нібито дав дозвіл на будівництво нового міжнародного аеропорту в місті Моджо, за 65 кілометрів на південь від поточного аеропорту столиці. Високопосадова особа в Ефіопському аеропортовому підприємстві заявила, що чиновники підприємства і Міністерство транспорту поінформували прем'єр-міністра про запланований грандіозний проєкт аеропорту. Два інші сайти також є варіантами.

## Заклади
Аеропорт має два термінали з загальною кількістю 11 виходів, плюс понад 30 автостоянок що розташовані за обома терміналами. Термінал 1 має 4 виходи, а термінал 2 має 7 виходів. Термінал 1 обслуговує внутрішні та регіональні рейси ефіопських авіаліній, EgyptAir, Qatar Airways, Sudan Airway та Yemenia. Термінал 2 обслуговує міжнародні рейси т.
В2012 році компанія Ethiopian Airlines відкрила перший етап свого лаунж-класу Cloud Nine Business Class в міжнародному аеропорту Боле. Це забезпечить мандрівників сучасними зручностями. Друга фаза будівництва лаунжу включатиме спа-центр, приватні цифрові шафки для пасажирів, які захоплюють свої сумки, і традиційний куточок ефіопської кави. Після завершення, він буде втричі більше розміру наявного лаунжу. Готель Cloud Nine має тихий куточок зі спальними ліжками та індивідуальними лампами для читання, масажними кріслами та інтернет-кут з безкоштовним бездротовим доступом до Інтернету (Wi-Fi). Лаунж є частиною програми Vision 2025 Fast Growth.
В 2017 році група Ethiopian Airlines оголосила, що підписала контракт на $ 350 млн з China Communications Construction, щоб побудувати новий центр, частина якого буде відкрита для громадськості не пізніше червня 2018 року.

## Авіакомпанії
- BMI
- Daallo Airlines
- Djibouti Airlines
- EgyptAir
- Emirates
- Ethiopian Airlines
- Kenya Airways
- KLM
- Lufthansa
- Saudi Arabian Airlines
- Sudan Airways
- TAAG Angola Airlines
- Turkish Airlines
- Yemenia